# 莱卡一世
莱卡（1939年4月5日—2011年11月30日），阿尔巴尼亚王国唯一一任君主索古一世和匈牙利贵族潔拉爾蒂·阿波尼·德·納加-波尼的独子。
他出生后的两天（4月7日），阿尔巴尼亚即被意大利王国入侵。全家流亡希臘王國。与妻子苏珊·卡伦-沃德育有一子莱卡。